# Руденка (Ліський повіт)
Руденка (пол. Rudenka) — село на прадавній етнічній українській території. Зараз знаходиться в Польщі, у гміні Вільшаниця Ліського повіту Підкарпатського воєводства.
Населення — 369 осіб (2011).

## Історія
Ймовірно, поселення існувало за часів Русі на руському праві.
1526 — перша згадка про Руденку на волоському праві на соб'єнських володіннях Кмітів.
1580 — село переходить у власність Стадницьких. В XVII ст. — місцевість належить до Гроховських.
1672 — татарський набіг Нударін-Солтана на Бескиди, село спустошене, ординці пограбували і спалили село, мешканців забрали на Схід в неволю. В селі залишилось 4 будинки. Місцевість у власності Буковських, а з XIX ст. — Балів.
ІІ-га пол. XVIII ст. — 1918 — в складі Австрії і Австро-Угорщини.
1921 — в селі 81 будинок i 530 мешканців — 408 греко-католиків, 100 римо-католиків і 22 юдея.
1939 — село окуповане радянськими військами. Репресії серед українців і поляків.
1941 — окуповане гітлерівськими військами.
1944 — знову під радянською окупацією. Репресії і сутички з УПА.
1945 — солтис села — Михайло Присташ. Проведений перепис населення — 248 дорослих і 202 дитини. Під час свята в селі повстанці УПА викрали коменданта з Ліська і користуючись його документами, провідник сотні «Бурлака» лікувався в лікарні. Репресії серед населення продовжуються, чоловіків висилають в сталінські концтабори.
1946 — черговий перепис населення за релігійними критеріями — 13.VI — 190 дорослих (19 поляків i 171 українців), а також 283 дитини (12 польських i 271 українських). Насильно виселено 42 особи української національності в СРСР.
1947 — в травні під час акції «Вісла» 432 мешканців села, русин-українців, було насильно виселено в західні і північні райони Польщі.
У 1975-1998 роках село належало до Кросненського воєводства.

## Демографія
Демографічна структура станом на 31 березня 2011 року:
|          | Загалом | Допрацездатний вік | Працездатний вік | Постпрацездатний вік |
| -------- | ------- | ------------------ | ---------------- | -------------------- |
| Чоловіки | 187     | 46                 | 128              | 13                   |
| Жінки    | 182     | 44                 | 107              | 31                   |
| Разом    | 369     | 90                 | 235              | 44                   |

## Церква Собору Богоматері
Церква філіальна, парафії Угерців Мінеральних Ліського деканату. Дерев'яна, збудована в і освячена в 1843 році на місці попередньої. З 1947 року використовувалась, як магазин. В 1970 році в церкву ще зберігався іконостас ХІХ ст. і кілька старих ікон XVII–XVIII ст. В 1971 році святиню передано в використання до римо-католицької парафії в Угерцях. В головній наві збереглось зображення Св. Трійці. Ймовірно, ікони були викрадені пізніше в 70-х роках. В музею-замку в Ланьцуті зберігається ікона Христа Пантократора XVIII ст, а також хоругви ХІХ ст.
Кількість вірних прихожан: 1890–420 осіб, 1918–437 осіб, 1938–545 осіб.